# 테이블 풋볼
테이블 풋볼(영어: Table football), 또는 테이블 축구, 테이블 축구게임은 실제 축구 경기의 모습을 흉내내어 만든 테이블 게임을 말한다. 영어로는 푸스볼 (Foosball)이라고도 한다.

## 역사
테이블 풋볼의 조상 격이 되는 게임으로는 1890년대 유럽에서도 이미 찾아볼 수 있었다. 하지만 지금과 같은 형태의 테이블 풋볼을 만들어낸 것은 1921년 영국의 해롤드 시얼스 소턴 (Harold Searles Thorton)이란 사람이다. 그가 이러한 게임을 만들게 된 것은 당시 유럽에서도 축구가 인기몰이를 하고 있었기 때문이다. 축구의 인기가 급속하게 퍼져 나가는 것을 지켜본 해롤드는 집에서도 즐길 수 있는 축구 게임을 만들기로 마음먹게 되었다.
해롤드는 현실 스포츠의 '풋볼'과 구분하기 위해 자신이 고안한 게임을 '푸스볼' (Foosball)로 이름붙였다. 게임 장치를 설계할 때에는 성냥갑의 모습에서 영감을 얻었다. 이후 해롤드는 1921년 10월 14일 영국 특허청 제205991호로 테이블 풋볼의 특허신청을 내고 1923년 11월 1일 허가를 받았다.
테이블 풋볼은 출시 이후 유럽에서 덩달아 인기를 끌었고, 1950년에는 로렌스 패터슨이라는 사람이 처음으로 미국에 선보였다. 이후 1970년대에는 미국에서 그 인기의 절정을 찍었다. 이 당시 미국의 바나 당구장이라면 테이블 풋볼이 하나씩은 있을 정도였다.
2002년 프랑스에서 국제 테이블축구 연맹 (ITSF)이 설립되었다. 이 기관은 테이블 사커를 조직적 스포츠로 발돋움하도록 노력하고, 국제 대회를 주관하며, 국제올림픽위원회나 스포츠어코드와 함께 경기를 자리잡도록 하는 것을 목표로 삼고 있다.

## 상세

### 게임 방식

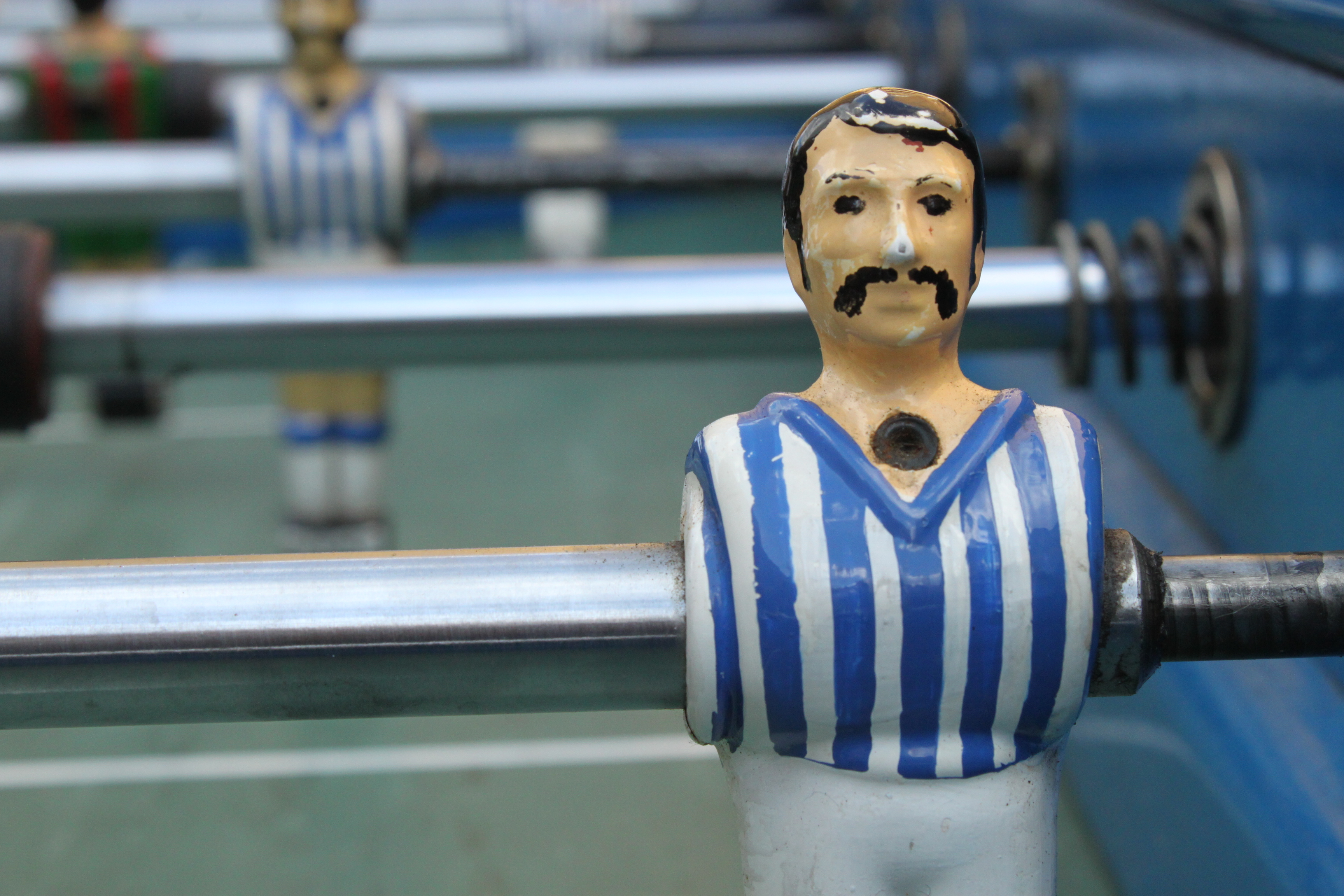
그리스 축구팀 유니폼을 입은 인형

게임을 시작할 때에는 미니 축구공을 놓는데, 테이블 양옆에 달린 구멍으로 넣거나 그냥 손으로 테이블 중앙의 인형 발이 닿는 위치에 둔다. 맨 처음 서브하는 사람은 동전 던지기나 가위바위보를 통해 결정한다. 게임 조작은 기다란 바를 이리저리 돌리며 거기에 달린 인형들이 공을 차서 상대편 골대에 넣는 식이다. 대회에 참가하는 전문 선수들은 공을 이동시키는 최대속도가 시속 56km에 달하는 것으로 알려져 있다.
바를 돌릴 때, 돌리는 각도가 360도를 넘어가거나 이른바 스피닝 (spinning), 즉 손목을 꺾어가며 돌리는 것이 아닌 두 손바닥으로 바를 잡고 비비며 돌리는 행위는 대부분 룰에서 반칙으로 여겨진다. 다만 일부 룰에 따라서는 골키퍼는 스피닝이 가능하다던가, 골을 터뜨리는 조종위치에서 공을 찬 뒤에는 스피닝이 가능하다던가 등의 예외를 두기도 한다. 일반적으로는 공을 찰 때(혹은 차고 나서) 360도를 넘지 않는 샷은 가능하다는 소리다. 국제테이블축구연맹 설립 이후에는 대부분의 국제대회에서 이 룰을 표준화시켜 적용하고 있다. 하지만 2012년 1월부터는 매년 치러지는 세계선수권대회나 월드컵에서 360도 샷을 두 번까지만 허용한다는 결정이 내려지게 되었다.
한쪽 팀이 미리 정해놓은 골 숫자에 도달하면 그 팀이 게임의 승자가 된다. 골 숫자는 5점, 10점, 11점으로 정하는 경우가 보편적이다. 본지니 (Bonzini) 브랜드로 된 테이블 풋볼을 할 때 목표 골수는 7점이며, 2점차를 내어야 승리한다.

### 게임 테이블
테이블 풋볼을 할 때 쓰이는 테이블은 종류별로 크기가 매우 다양하다. 그 중에서도 가장 많이 쓰이는 것은 길이 120cm에 너비 61cm 크기다. 테이블에는 강철 바 8개가 꽂혀 있으며, 한 개의 바에는 축구선수 인형, 이른바 '푸스맨' (foos men)이 부착되어 있다. 푸스맨은 플라스틱, 철, 나무, 탄소섬유 등의 소재로 만든다. 총 8열이기 때문에 한쪽 팀이 4개 바를 조작하게 된다.
다음은 국제연맹 대회에서 사용되는 표준 테이블 구성도이다. 다만 이것이 꼭 정답인 것은 아니어서, 스페인과 남아메리카에서는 '풋볼린' (Futbolín)이란 이름의 전혀 다른 배치도의 테이블을 쓴다. 배치 순서는 내가 한쪽 테이블에 서서 반대편을 보는 시점에 따른 순서이다.
| 1열 | 상대방 골키퍼   | 푸스맨 1개 (~2, 3개) |
| 2열 | 상대방 수비진   | 푸스맨 2개 (~3개)    |
| 3열 | 내 공격진       | 푸스맨 3개 (~2개)    |
| 4열 | 상대방 미드필더 | 푸스맨 5개 (4~6개)   |
| 5열 | 내 미드필더     | 푸스맨 5개 (4~6개)   |
| 6열 | 상대방 공격진   | 푸스맨 3개 (~2개)    |
| 7열 | 내 수비진       | 푸스맨 2개 (~3개)    |
| 8열 | 내 골키퍼       | 푸스맨 1개 (~2, 3개) |

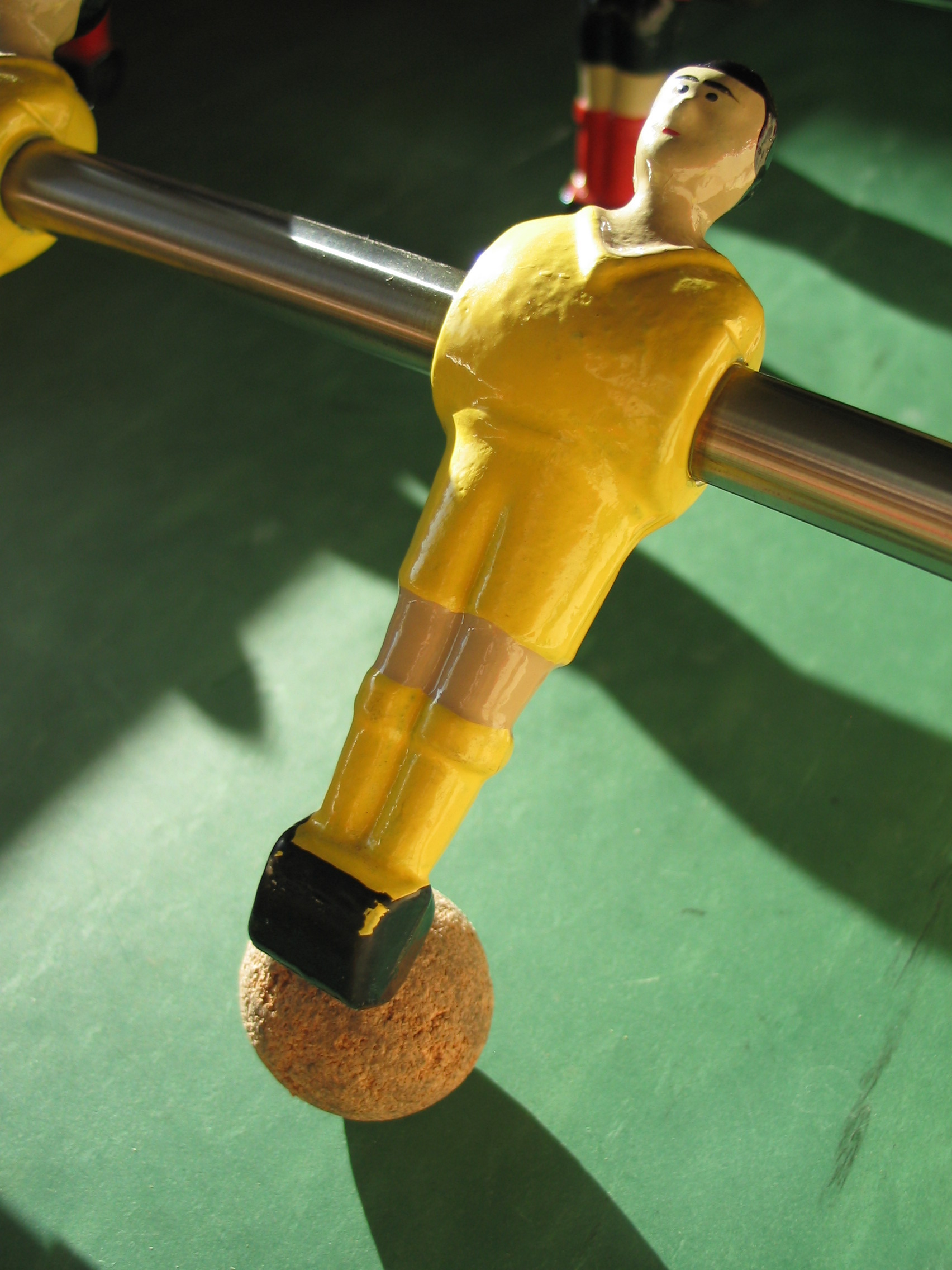
푸스맨

테이블 축구는 단식 경기일 경우 두 명이 플레이하며, 복식 경기일 경우 네 명이서 플레이도 가능하다. 어느 쪽이던 두 팀으로 나뉘어 경기를 벌이는 건 변함없다. 다만 복식일 경우에는 한사람이 일반적으로 두 개의 수비진을 조작하고 다른 한사람은 미드필더와 공격진을 조작하는 경우가 일반적이다.

## 같이 보기
- 당구
- 탁구
- 에어 하키
- 수부테오